# Saint-Aubin (Pas-de-Calais)
Pour les articles homonymes, voir Saint-Aubin.
Saint-Aubin est une commune française située dans le département du Pas-de-Calais en région Hauts-de-France. Elle fait partie de la région naturelle du Marquenterre. Ses habitants sont appelés les Saint-Aubinois ou Rumacois. La commune est membre de la communauté d'agglomération des Deux Baies en Montreuillois.

## Géographie

### Localisation
Localisée dans le sud-est du département du Pas-de-Calais, Saint-Aubin est une commune rurale située, à vol d'oiseau, à 6 km des plages de la Côte d'Opale, à 7 km au sud-est des communes d'Étaples et du Touquet-Paris-Plage (aire d'attraction) et à 7 km à l'ouest de la commune de Montreuil-sur-Mer (chef-lieu d'arrondissement).
Le territoire de la commune est limitrophe de ceux de quatre communes.
Les communes limitrophes sont Saint-Josse, Airon-Notre-Dame, Merlimont et Sorrus.

### Géologie et relief
La superficie de la commune est de 4,54 km2 ; son altitude varie de 3  à   61 m.

### Hydrographie
La commune, située dans le bassin Artois-Picardie, est, selon le Service d'administration nationale des données et référentiels sur l'eau (Sandre), drainée par deux cours d'eau :
- le Petite Tringue, d'une longueur de 7,3 km, qui prend sa source dans la commune d'Airon-Notre-Dame et se jette dans la Grande Tringue au niveau de la commune de Cucq[4] ;

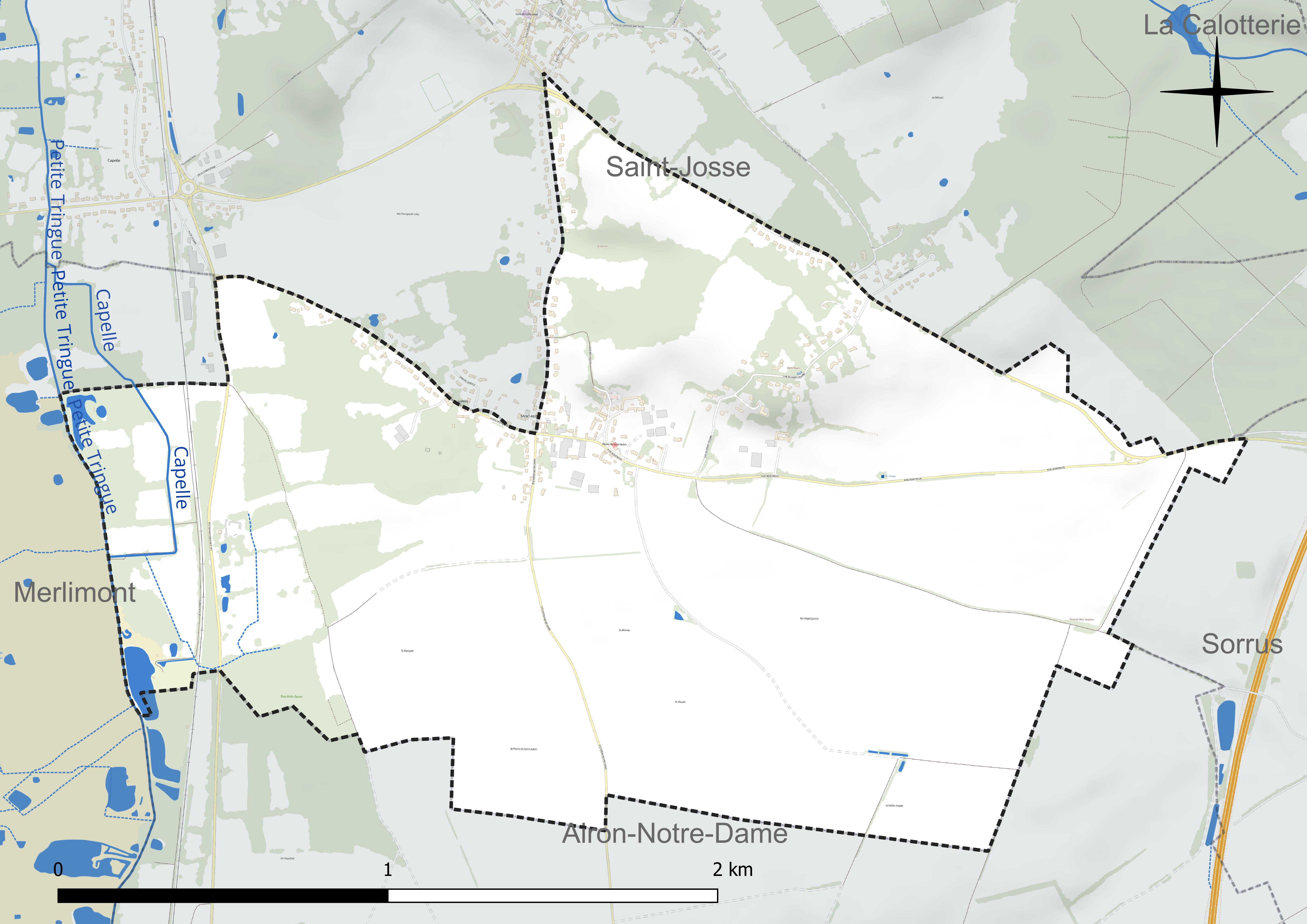
Réseau hydrographique de Saint-Aubin.

- le Capelle, d'une longueur de 1,29 km, qui prend sa source dans la commune de Merlimont et se jette dans la Petite Tringue au niveau de la commune de Saint-Josse[5].

### Climat
Pour des articles plus généraux, voir Climat des Hauts-de-France et Climat du Nord-Pas-de-Calais.
En 2010, le climat de la commune est de type climat océanique franc, selon une étude du Centre national de la recherche scientifique (CNRS) s'appuyant sur une série de données couvrant la période 1971-2000. En 2020, Météo-France publie une typologie des climats de la France métropolitaine dans laquelle la commune est exposée à un climat océanique et est dans la région climatique Côtes de la Manche orientale, caractérisée par un faible ensoleillement (1 550 h/an) ; forte humidité de l’air (plus de 20 h/jour avec humidité relative > 80 % en hiver), vents forts fréquents.
Pour la période 1971-2000, la température annuelle moyenne est de 10,4 °C, avec une amplitude thermique annuelle de 12,8 °C. Le cumul annuel moyen de précipitations est de 799 mm, avec 12,3 jours de précipitations en janvier et 8,3 jours en juillet. Pour la période 1991-2020, la température moyenne annuelle observée sur la station météorologique la plus proche, située sur la commune du Touquet-Paris-Plage à 9 km à vol d'oiseau, est de 11,2 °C et le cumul annuel moyen de précipitations est de 888,8 mm,. Pour l'avenir, les paramètres climatiques de la commune estimés pour 2050 selon différents scénarios d'émission de gaz à effet de serre sont consultables sur un site dédié publié par Météo-France en novembre 2022.

### Paysages
Pour un article plus général, voir Paysage en France.
La commune est située à la jonction de deux paysages tels qu'ils sont définis dans l’atlas des paysages de la région Nord-Pas-de-Calais, conçu par la direction régionale de l'Environnement, de l'Aménagement et du Logement (DREAL), :
- le « paysage du val d’Authie », qui concerne 83 communes, se délimite : au sud, dans le département de la  Somme par le « paysage de l’Authie et du Ponthieu, dépendant de l’atlas des paysages de la Picardie et au nord et à l’est par les paysages du Montreuillois, du Ternois et les paysages des plateaux cambrésiens et artésiens. Le caractère frontalier de la vallée de l’Authie, aujourd’hui entre le Pas-de-Calais et la Somme, remonte au Moyen Âge où elle séparait le royaume de France du royaume d’Espagne, au nord.

Son coteau Nord est net et escarpé alors que le coteau Sud offre des pentes plus douces. À l’Ouest, le fleuve s’ouvre sur la baie d'Authie, typique de l’estuaire picard, et se jette dans la Manche. Avec son vaste estuaire et les paysages des bas-champs, la baie d’Authie contraste avec les paysages plus verdoyants en amont.
L’Authie, entaille profonde du plateau artésien, a créé des entités écopaysagères prononcées avec un plateau calcaire dont l’altitude varie de 100 à 163 m qui s’étend de chaque côté du fleuve. L’altitude du plateau décline depuis le pays de Doullens, à l'est (point culminant à 163 m), vers les bas-champs picards, à l'ouest (moins de 40 m). Le fond de la vallée de l’Authie, quant à lui, est recouvert d’alluvions et de tourbes. L’Authie est un fleuve côtier classé comme cours d'eau de première catégorie où le peuplement piscicole dominant est constitué de salmonidés. L’occupation des sols des paysages de la Vallée de l’Authie est composée pour 70 % en culture ;
- le « paysage des dunes et estuaires d’Opale », qui concerne 23 communes, s’étend le long de la côte sur environ 30 kilomètres, de la baie d’Authie à Équihen-Plage, et sur deux à quatre kilomètres de large. Les paysages des dunes et des estuaires cèdent la place aux abrupts des falaises, au niveau d’Equihen-Plage. Les dunes littorales se sont constituées récemment, depuis le Moyen Âge, et ont envahi le relief intérieur en constituant des dunes plaquées sur les falaises fossiles, spécificité locale. Les résurgences de sources au pied de ces falaises proviennent de la nappe de la craie et sont à l’origine de nombreux ruisseaux et zones humides dans les Bas-Champs, surtout visibles entre Étaples et Rang-du-Fliers.

Ce paysage des dunes et estuaires d’Opale est constitué : d’un peu plus de 40 % de dunes et de plages, dont 28 % d’espaces dunaires, dont certains sont boisés comme à Hardelot-Plage et au Touquet-Paris-Plage ; de 22 et 25 % au niveau de la baie d’Authie et des Bas Champs, Bas Champs majoritairement en prairies ; de 20 % par les communes et d’un peu plus de 5 % par les cours d’eau et les marais arrière-littoraux, entre Merlimont et Rang-du-Fliers, comme le marais de Balançon défini réseau Natura 2000.

### Milieux naturels et biodiversité

#### Zones naturelles d'intérêt écologique, faunistique et floristique
L’inventaire des zones naturelles d'intérêt écologique, faunistique et floristique (ZNIEFF) a pour objectif de réaliser une couverture des zones les plus intéressantes sur le plan écologique, essentiellement dans la perspective d’améliorer la connaissance du patrimoine naturel national et de fournir aux différents décideurs un outil d’aide à la prise en compte de l’environnement dans l’aménagement du territoire.
Le territoire communal comprend deux ZNIEFF de type 1 : 
- les landes et bois de Saint-Josse. Cette ZNIEFF correspond à une butte argilo-sableuse relictuelle coiffée de cailloutis, de silex et de sables argileux dont le feuilletage stratigraphique est à l’origine des différentes nappes perchées alimentant un réseau complexe de ruisseaux[15] ;

le marais de Balançon, d’une superficie de 784 hectares et d'une altitude variant de 0  à   20 mètres. Ce site appartient à un ensemble des tourbières arrière-littorales s’étendant sur de vastes surfaces de part et d’autre de l’Authie.
et une ZNIEFF de type 2 :
la basse vallée de la Canche et ses versants en aval d’Hesdin, d’une superficie de 12 059 ha et d'une altitude variant de 4  à   133 mètres.

Carte des ZNIEFF de type 1 et 2 sur la commune
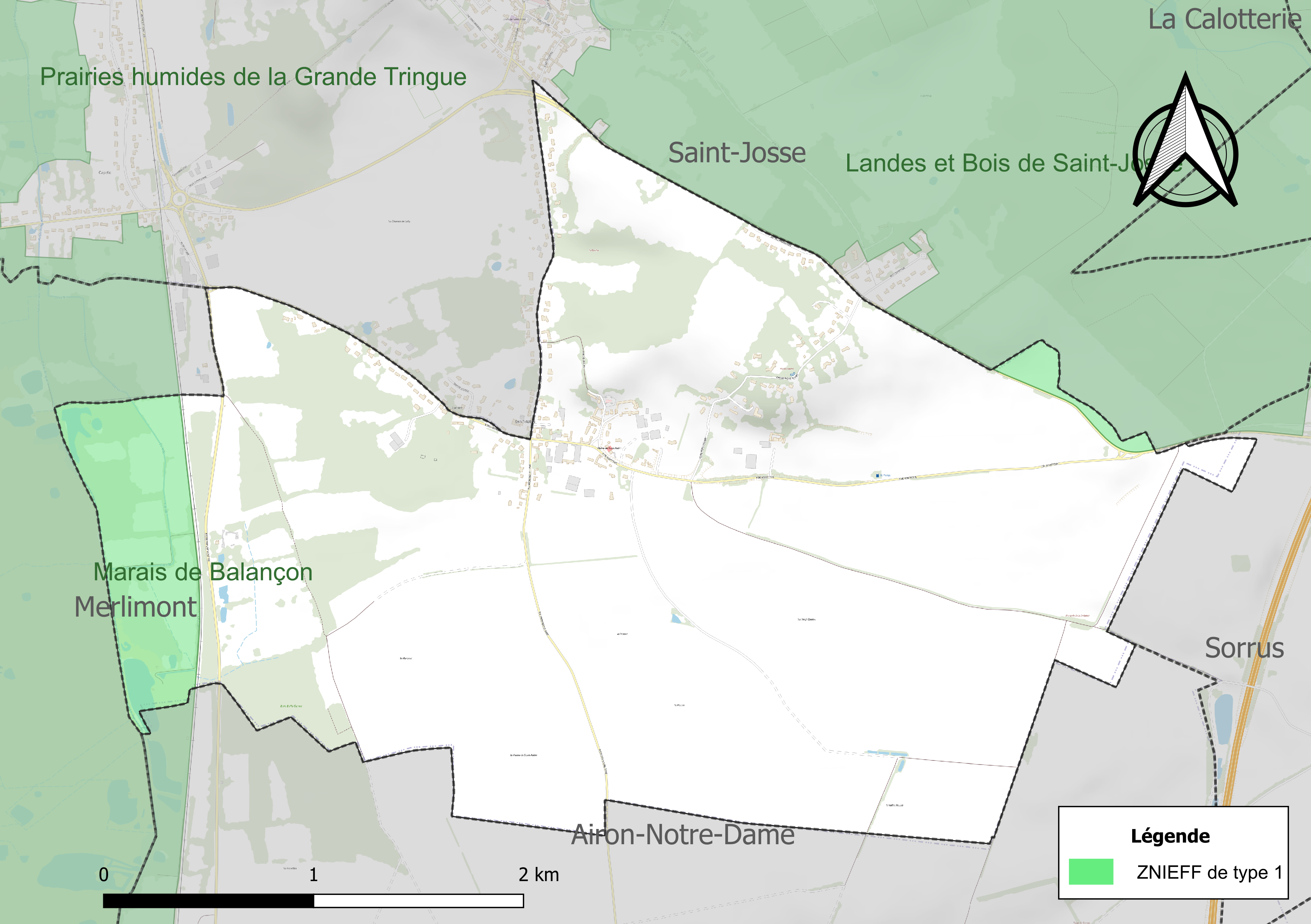
Carte des ZNIEFF de type 1 sur la commune.
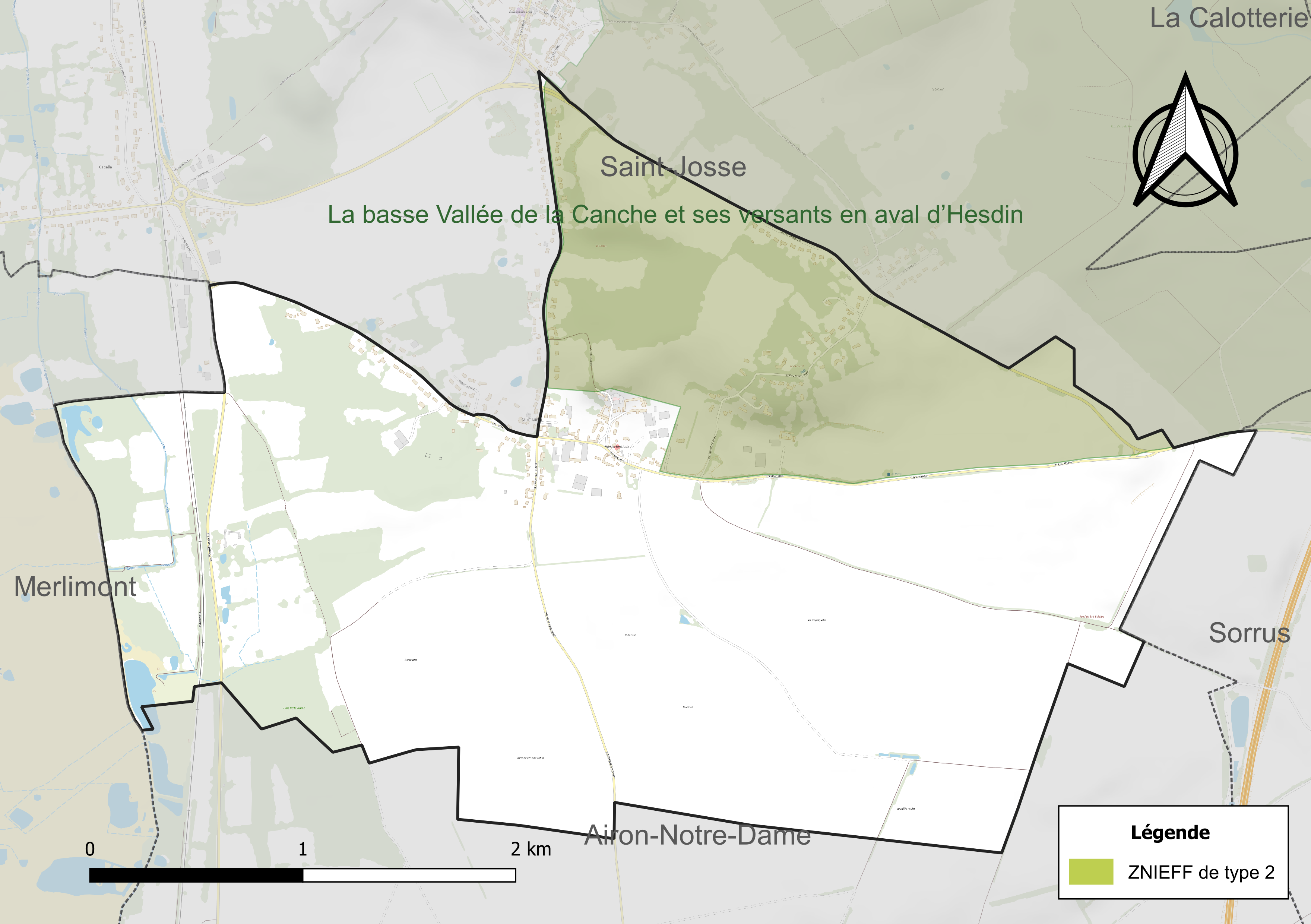
Carte de la ZNIEFF de type 2 sur la commune.

#### Site Natura 2000
Le réseau Natura 2000 est un réseau écologique européen de sites naturels d’intérêt écologique élaboré à partir des Directives « Habitats » et « Oiseaux ». Ce réseau est constitué de Zones spéciales de sonservation (ZSC) et de Zones de protection spéciale (ZPS). Dans les zones de ce réseau, les États Membres s'engagent à maintenir dans un état de conservation favorable les types d'habitats et d'espèces concernés, par le biais de mesures réglementaires, administratives ou contractuelles.
Sur la commune, un site Natura 2000 de type A est défini en zone de protection spéciale (ZPS) : le marais de Balançon.

#### Espèces faunistiques et floristiques
L’Inventaire national du patrimoine naturel (INPN) recense plusieurs espèces faunistiques et floristiques sur le territoire de la commune dont certaines sont protégées et d’autres menacées et quasi-menacées.

## Urbanisme

### Typologie
Au 1er janvier 2024, Saint-Aubin est catégorisée commune rurale à habitat dispersé, selon la nouvelle grille communale de densité à sept niveaux définie par l'Insee en 2022.
Elle est située hors unité urbaine. Par ailleurs la commune fait partie de l'aire d'attraction d'Étaples - Le Touquet-Paris-Plage, dont elle est une commune de la couronne,. Cette aire, qui regroupe 21 communes, est catégorisée dans les aires de moins de 50 000 habitants,.

### Occupation des sols
L'occupation des sols de la commune, telle qu'elle ressort de la base de données européenne d’occupation biophysique des sols Corine Land Cover (CLC), est marquée par l'importance des territoires agricoles (80,2 % en 2018), en diminution par rapport à 1990 (84,4 %). La répartition détaillée en 2018 est la suivante : 
terres arables (58,8 %), zones agricoles hétérogènes (19,2 %), forêts (13,2 %), zones urbanisées (5,3 %), prairies (2,2 %), zones humides intérieures (1,4 %). L'évolution de l’occupation des sols de la commune et de ses infrastructures peut être observée sur les différentes représentations cartographiques du territoire : la carte de Cassini (XVIIIe siècle), la carte d'état-major (1820-1866) et les cartes ou photos aériennes de l'IGN pour la période actuelle (1950 à aujourd'hui).

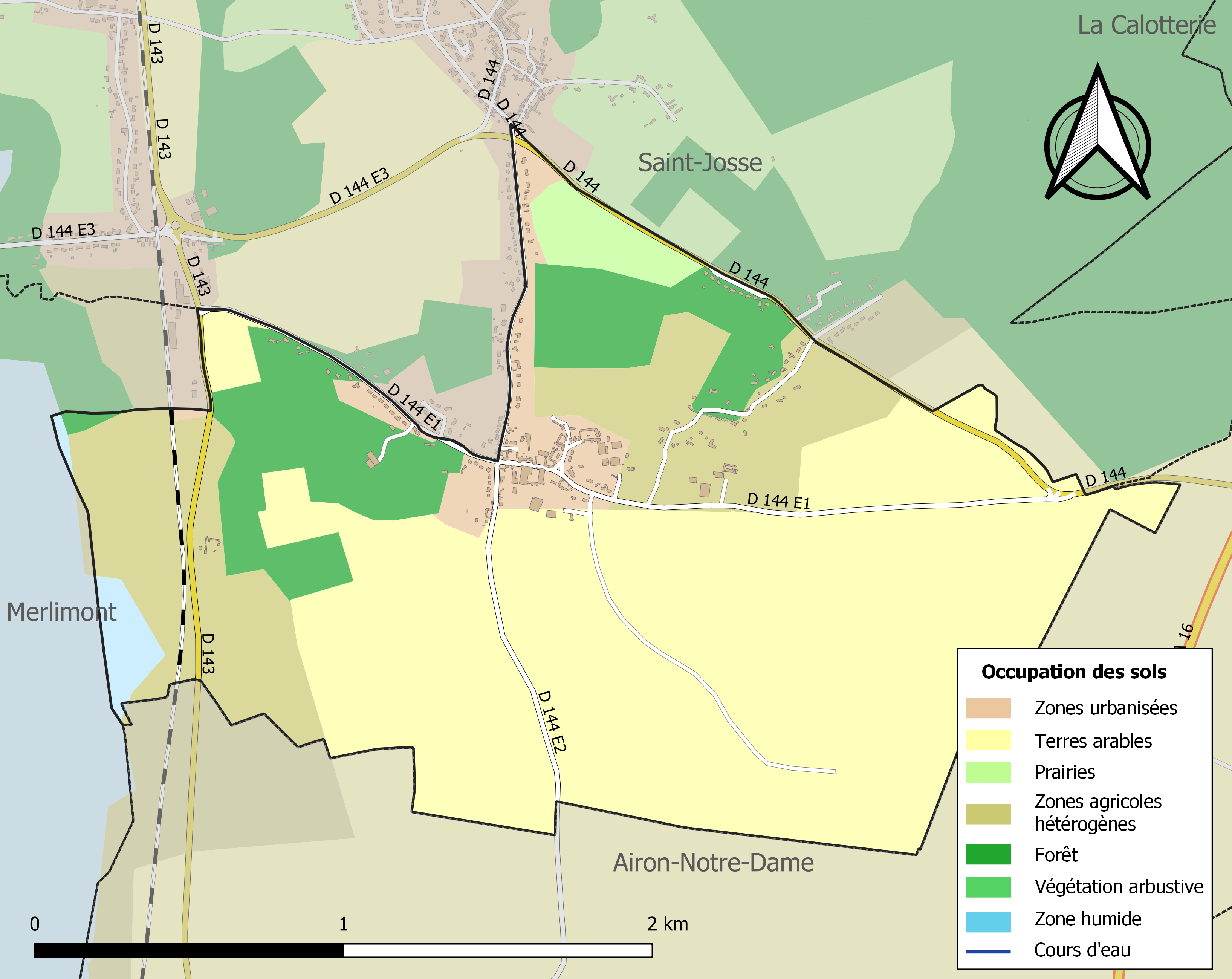
Carte des infrastructures et de l'occupation des sols de la commune en 2018 (CLC).

## Toponymie
Le nom de la localité est attesté sous les formes Sanctus Albinus en 1100 ; Saint-Aubin en 1311 ; Saint-Obin au XIVe siècle ; Saint-Aulbin en 1640 ; Saint-Aubin en 1789 ; Aubin-la-Fontaine en 1793 ; Saint Aubin sur mer en 1793 et Saint-Aubin depuis 1801.
Saint-Aubin est un hagiotoponyme qui fait référence à Aubin d'Angers.

## Histoire
D'après l'historien français Auguste de Loisne : « Saint-Aubin, en 1789, faisait partie du bailliage de Montreuil et suivait la coutume d'Amiens. Son église, diocèse d'Amiens, doyenné de Montreuil, secours d'Airon-Saint-Vaast, était consacrée à saint Aubin. »

## Politique et administration

### Découpage territorial
La commune se trouve dans l'arrondissement de Montreuil du département du Pas-de-Calais.

#### Commune et intercommunalités
La commune a fait partie, de 1999 à 2016, de la communauté de communes mer et terres d'Opale et, depuis le 1er janvier 2017, elle fait partie de la communauté d'agglomération des Deux Baies en Montreuillois (CA2BM) dont le siège est basé à Montreuil. La communauté d'agglomération des Deux Baies en Montreuillois regroupe 46 communes et totalise 65 760 habitants en 2021.

#### Circonscriptions administratives
La commune faisait partie du canton de Saint Josse sur mer (1793), depuis la loi du 22 décembre 1789 reprise par la constitution de 1791, qui divise le royaume (la République en septembre 1792), en communes, cantons, districts et départements, puis du canton de Montreuil (1801).
Dans le cadre du redécoupage cantonal de 2014, elle est maintenant rattachée au canton d'Étaples qui passe de 19 à 15 communes.

#### Circonscriptions électorales
Pour l'élection des députés, la commune fait partie, depuis 1986, de la quatrième circonscription du Pas-de-Calais.

### Élections municipales et communautaires

#### Liste des maires
| Période                                  | Période                    | Identité          | Étiquette | Qualité                                          |
| ---------------------------------------- | -------------------------- | ----------------- | --------- | ------------------------------------------------ |
| Les données manquantes sont à compléter. |                            |                   |           |                                                  |
| 1995                                     | 2001                       | Eugène Hanquez    |           |                                                  |
| mars 2001                                | 2020                       | Bertrand Lefebvre |           | Chef de chantier Réélu pour le mandat 2014-2020, |
| 26 mai 2020                              | En cours (au 5 avril 2022) | Daniel Thilliez   |           | Ancien agriculteur exploitant,                   |

## Population et société

### Démographie
Les habitants de la commune sont appelés les Saint-Aubinois ou Rumacois.

#### Évolution démographique
L'évolution du nombre d'habitants est connue à travers les recensements de la population effectués dans la commune depuis 1793. Pour les communes de moins de 10 000 habitants, une enquête de recensement portant sur toute la population est réalisée tous les cinq ans, les populations de référence des années intermédiaires étant quant à elles estimées par interpolation ou extrapolation. Pour la commune, le premier recensement exhaustif entrant dans le cadre du nouveau dispositif a été réalisé en 2004.

En 2022, la commune comptait 278 habitants, en évolution de +6,11 % par rapport à 2016 (Pas-de-Calais : −0,72 %, France hors Mayotte : +2,11 %).
| 1793 | 1800 | 1806 | 1821 | 1831 | 1836 | 1841 | 1846 | 1851 |
| ---- | ---- | ---- | ---- | ---- | ---- | ---- | ---- | ---- |
| 173  | 165  | 172  | 156  | 182  | 198  | 158  | 153  | 156  |

| 1856 | 1861 | 1866 | 1872 | 1876 | 1881 | 1886 | 1891 | 1896 |
| ---- | ---- | ---- | ---- | ---- | ---- | ---- | ---- | ---- |
| 164  | 153  | 147  | 173  | 174  | 149  | 159  | 175  | 158  |

| 1901 | 1906 | 1911 | 1921 | 1926 | 1931 | 1936 | 1946 | 1954 |
| ---- | ---- | ---- | ---- | ---- | ---- | ---- | ---- | ---- |
| 157  | 144  | 142  | 151  | 148  | 170  | 156  | 117  | 116  |

| 1962 | 1968 | 1975 | 1982 | 1990 | 1999 | 2004 | 2006 | 2009 |
| ---- | ---- | ---- | ---- | ---- | ---- | ---- | ---- | ---- |
| 133  | 123  | 124  | 191  | 197  | 217  | 224  | 234  | 256  |

| 2014 | 2019 | 2022 | - | - | - | - | - | - |
| ---- | ---- | ---- | - | - | - | - | - | - |
| 266  | 269  | 278  | - | - | - | - | - | - |

#### Pyramide des âges
En 2018, le taux de personnes d'un âge inférieur à 30 ans s'élève à 28,6 %, soit en dessous de la moyenne départementale (36,7 %). À l'inverse, le taux de personnes d'âge supérieur à 60 ans est de 35,3 % la même année, alors qu'il est de 24,9 % au niveau départemental.
En 2018, la commune comptait 120 hommes pour 147 femmes, soit un taux de 55,06 % de femmes, largement supérieur au taux départemental (51,50 %).
Les pyramides des âges de la commune et du département s'établissent comme suit.
| Hommes | Classe d’âge | Femmes |
| ------ | ------------ | ------ |
| 0,8    | 90 ou +      | 1,4    |
| 7,4    | 75-89 ans    | 6,8    |
| 28,1   | 60-74 ans    | 26,4   |
| 18,2   | 45-59 ans    | 20,3   |
| 19,0   | 30-44 ans    | 14,9   |
| 9,9    | 15-29 ans    | 10,8   |
| 16,5   | 0-14 ans     | 19,6   |

| Hommes | Classe d’âge | Femmes |
| ------ | ------------ | ------ |
| 0,5    | 90 ou +      | 1,6    |
| 5,6    | 75-89 ans    | 8,9    |
| 16,7   | 60-74 ans    | 18,1   |
| 20,2   | 45-59 ans    | 19,2   |
| 18,9   | 30-44 ans    | 18,1   |
| 18,2   | 15-29 ans    | 16,2   |
| 19,9   | 0-14 ans     | 17,9   |

## Culture locale et patrimoine

### Lieux et monuments

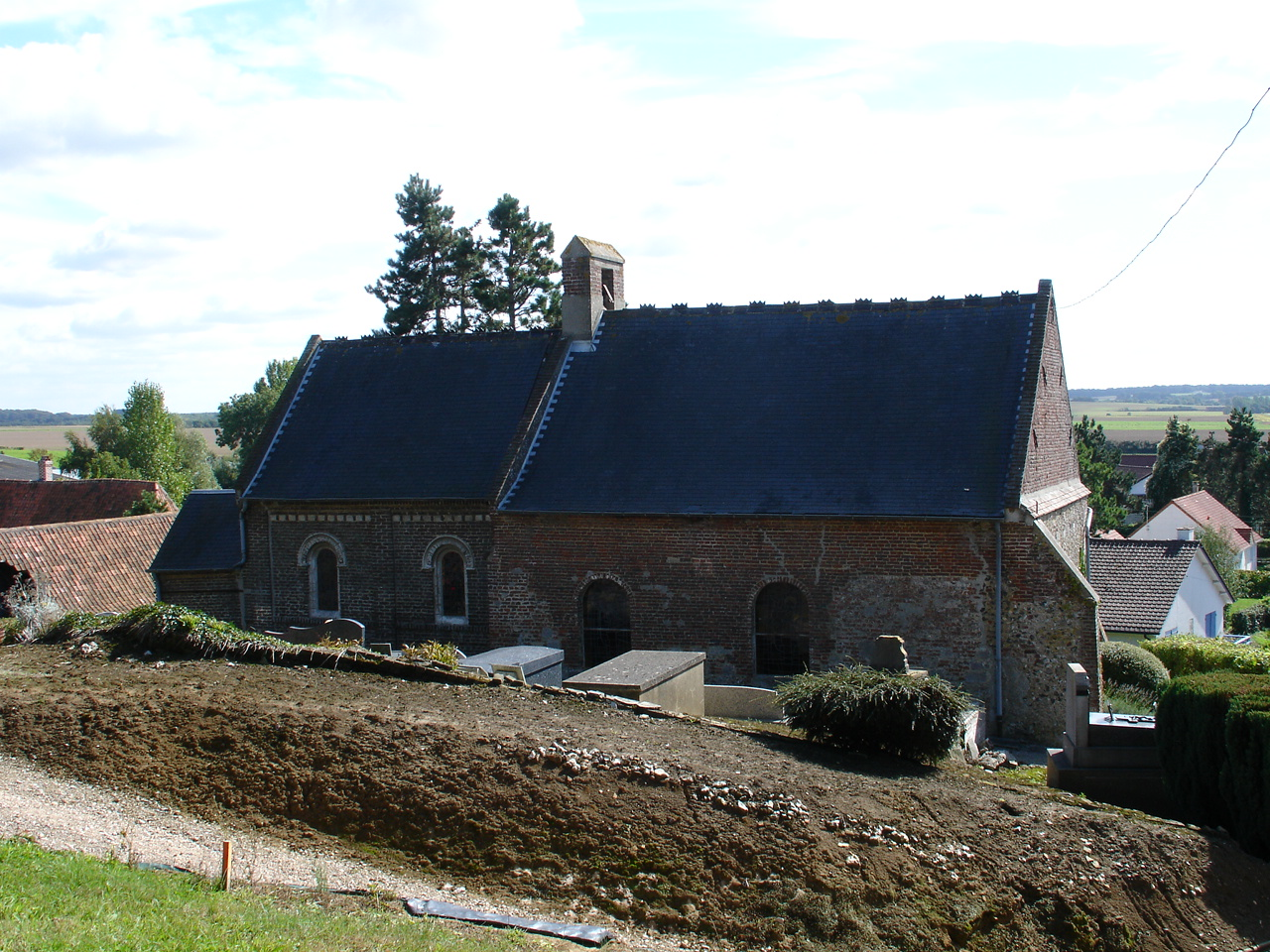
L'église Saint-Aubin.
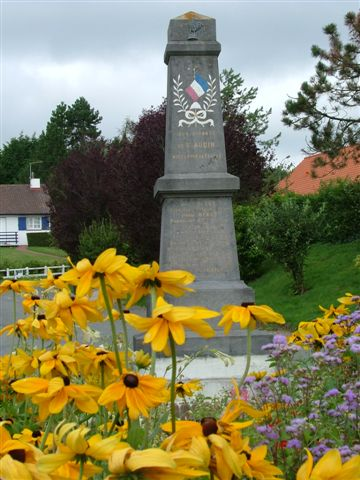
Le monument aux morts[36].

- L'église Saint-Aubin.
- Le monument aux morts.

### Héraldique
| Blason de Saint-Aubin | Blason  | De gueules à trois croissants d’or. |
| Blason de Saint-Aubin | Détails | Armes de la famille Des Essarts, dont sont issus les derniers seigneurs de la commune au XVIIIe siècle. Le statut officiel du blason reste à déterminer. |

## Pour approfondir

#### Bases de données, dictionnaires et encyclopédies
- Ressources relatives à la géographie :   - Insee (communes)
  - Ldh/EHESS/Cassini
- Ressource relative à plusieurs domaines :   - Annuaire du service public français
- Notices d'autorité :   - BnF (données)